# Eintürnen
Eintürnen ist ein Stadtteil der Stadt Bad Wurzach in Oberschwaben in Baden-Württemberg mit 725 Einwohnern, rund acht Kilometer südwestlich des Hauptortes, auf einer Höhe von 680 m bis 730 m. Man unterscheidet zwei Siedlungen, Eintürnen im Tal und Eintürnenberg auf der Höhe.

## Geschichte
Eintürnen gehört zu den ältesten Orten der Umgebung. Es war eine Urpfarrei (Leutekirch), die dem Heiligen Martin geweiht war. Der ungewöhnliche Ortsname weist auf eine vorgermanische Vergangenheit hin. Noch um 1275 wird der Ort als Hondurnom bezeichnet, 1353 als Ondürnen. Darin steckt das keltische Stammwort -dur, -durnon, -durom oder -durnom, das Burg oder Festung bedeutet. Die Ausgrabungen von 1968 zeigen, dass die ersten Bauten unter der Kirche (Pfostenlöcher und darüber eine Brandschicht) in eine vorchristliche Zeit zurückgehen.
siehe auch Burg Eintürnenberg
Auch der erste Sakralbau mit Grabstätten ist sehr früh anzusetzen. Die aus dem 12. Jahrhundert stammende romanische Kirche war mit einer Apsis versehen. Zum ersten Mal wird Eintürnen 956 in einer St. Galler Urkunde erwähnt. 1275 erscheint der Ort in Liber decimationis als gut dotierte und reiche Pfarrei. Sie hatte einen sehr großen Pfarrsprengel. 1353 (Liber taxationis) entrichtet der Ort den Zehnt an die Herren von Schellenberg (Kißlegg). Die Kirche hat reiche Einnahmen: „344 Scheffel Hafer und 12 Pfund und 5 Heller (Konstanzer Währung).“ Die Pfarrei wird mit 100 Wohnsitzen angegeben. Gegen Ende des 14. Jahrhunderts wurde eine gotische Kirche errichtet. Um 1400 erwarben die Truchsessen von Waldburg in Wolfegg diesen Ort. Die erste Poststation von Württemberg wurde hier 1532 von Thurn und Taxis errichtet (Postlinie: Innsbruck-Füssen-Kimratshofen-Eintürnen-Markdorf-Freiburg-Straßburg).
Der Dreißigjährige Krieg und die ihn begleitende Pest brachte viel Leid über den Ort und entvölkerte das Land. Nach dem Kriege wanderten viele Vorarlberger und Schweizer Bauern hier ein. Pfarrer Jakob Thuelli aus dem Großen Walsertal (1655–1694) ließ die 1645 ausgebrannte Kirche wieder aufbauen. 1697 wurden der Hochaltar und die große Glocke geweiht. Durch ein nördliches Seitenschiff wurde 1742 die Kirche erweitert, der Chor wurde polygonal verlängert und die ganze Kirche barock ausgestaltet.
Seit 1754 fand jährlich am St. Georgstag eine Reiterprozession statt, an der durchschnittlich 500 bis 600 Reiter der weiteren Umgebung teilnahmen (1778: 765 Reiter, 1781: 718 Reiter, 1797: 800 Reiter, 1798: 728 Reiter). Aber weil „derlei Reitereien nur die Ordnung bei den Bittgängen stören“, wurde dieses Volksbrauchtum 1803 im Zeitalter der Aufklärung und des Staatskirchentums verboten. 1968 wurde die Kirche gründlich in ihrer Gesamtgestalt erneuert.
Eintürnen war eine eigenständige Gemeinde, die bis 1938 zum Oberamt Waldsee und danach zum Landkreis Wangen gehörte. Laut Beschreibung des Oberamts Waldsee von 1834 gehörten seiner Zeit zu dieser 550 katholische Einwohner zählenden Gemeinde die Orte Dietrichsholz, Greut, Linden, Metzisweiler, Rohr und Weiprechts. Am 1. Juni 1972 wurde sie in die Stadt Bad Wurzach eingegliedert.

### Oberschwäbische Keltenstraße
In Eintürnenberg befand sich eine keltische Höhensiedlung. Sie ist die elfte Station (Götter und Tiersymbolik der Kelten) der Oberschwäbischen Keltenstraße, einer 2014 eröffneten Ferienstraße als GPS-Tour zum Thema „Kelten“.

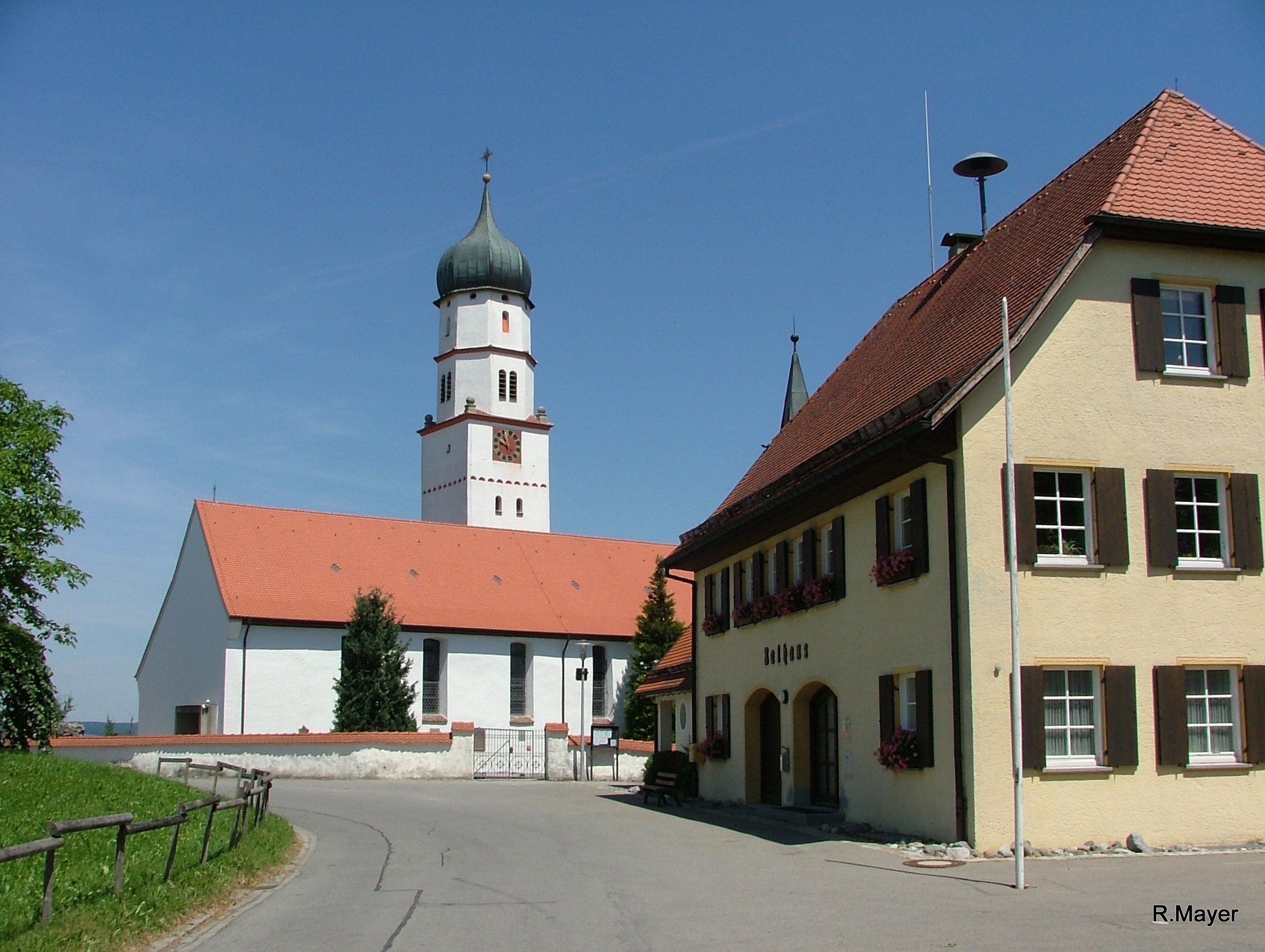
Eintürnenberg Rathaus und Kirche
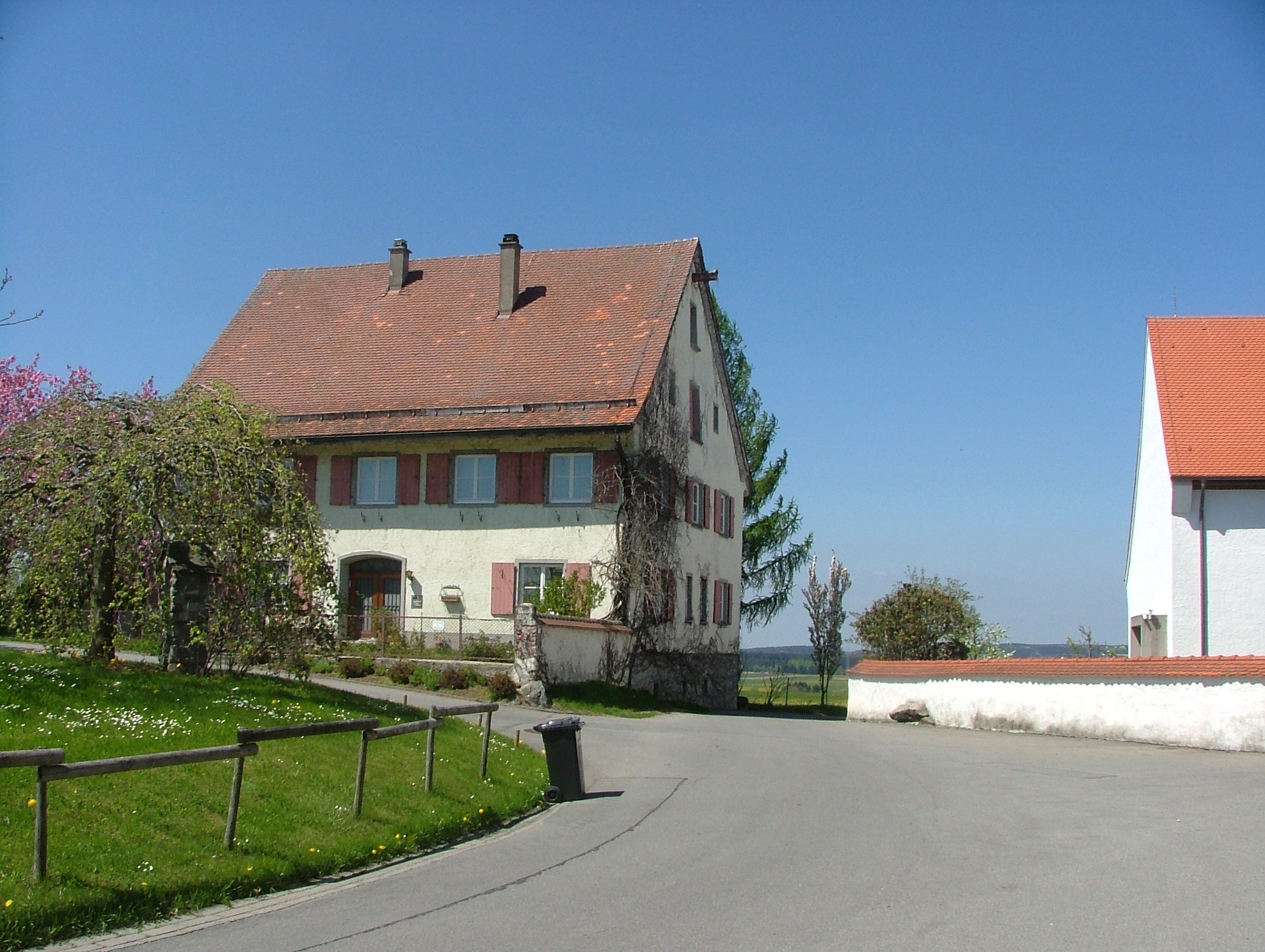
Eintürnenberg Pfarrhaus
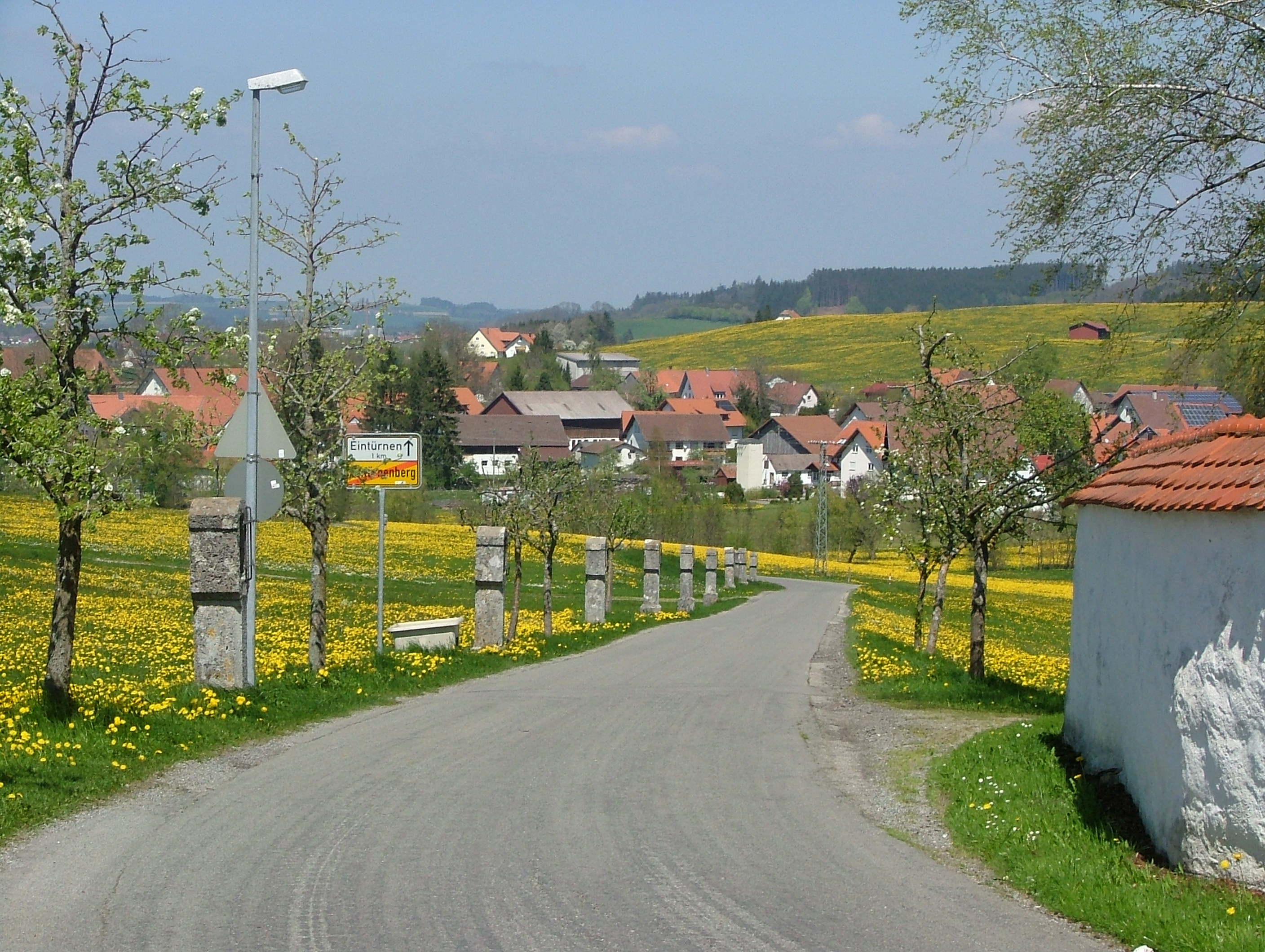
Kreuzwegstationen säumen den Weg zwischen Eintürnen und Eintürnenberg
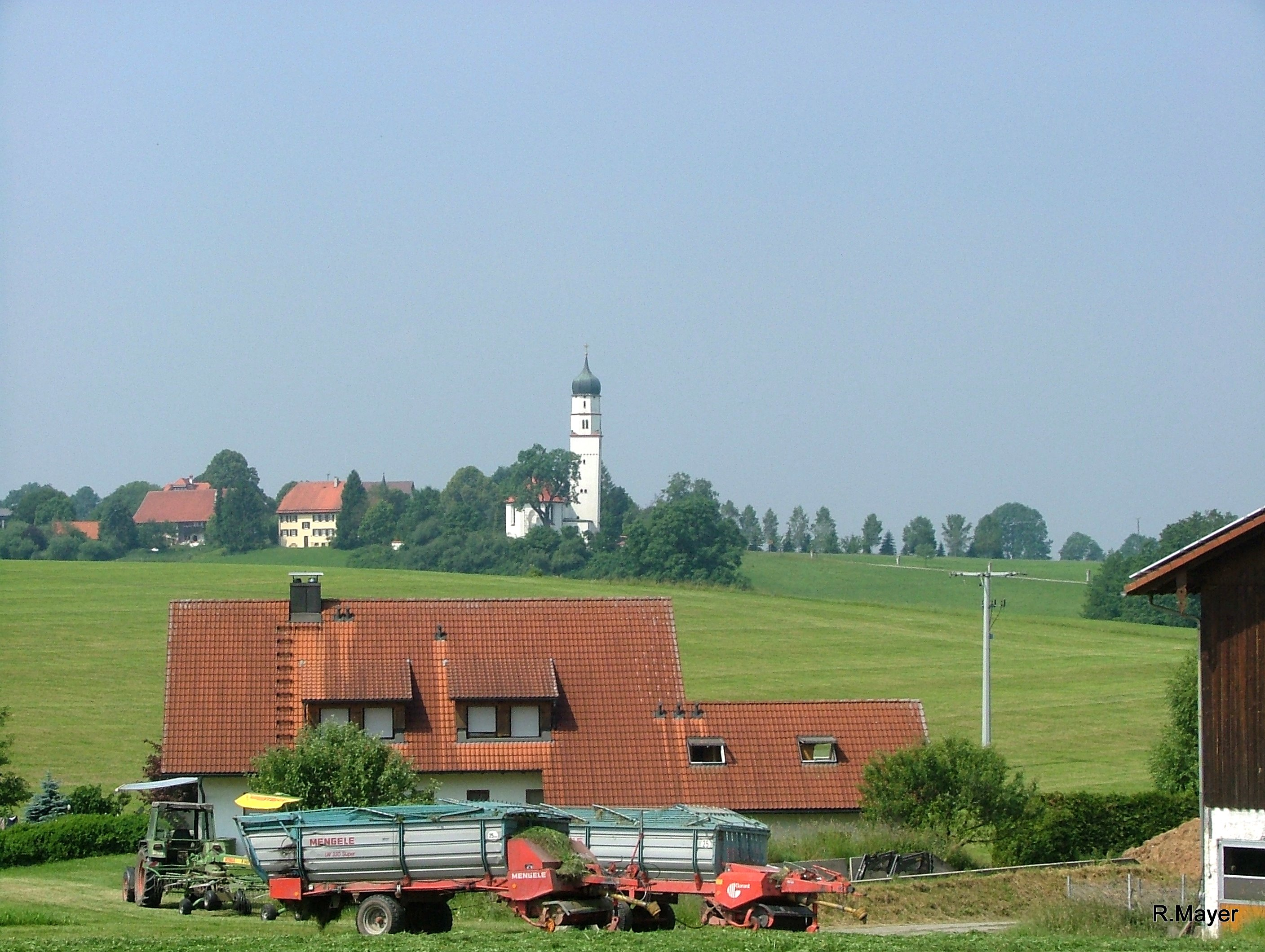
Blick von Eintürnen nach Eintürnenberg